# Guus van Ham
Augustinus Pieter "Guus" van Ham (Amsterdam, 28 maart 1935 – Uithoorn, 28 mei 2017) was een Nederlands voetballer die als middenvelder voor AFC Ajax speelde.

## Carrière
Guus van Ham maakte in 1957 op 21-jarige leeftijd de transfer van de amateurs van Zeeburgia naar AFC Ajax. Hij debuteerde voor Ajax op 25 augustus 1957, in de met 4-0 gewonnen thuiswedstrijd tegen MVV. Hij speelde in het seizoen 1957/58 alle 34 eredivisiewedstrijden voor Ajax, wat derde werd. Ook was hij actief in de eerste vier Europese wedstrijden in de historie van Ajax, tegen SC Wismut Karl-Marx-Stadt en Vasas SC. In het seizoen erna scoorde hij een hattrick in de met 0-5 gewonnen uitwedstrijd tegen Feyenoord, om de rest van het seizoen niet te scoren. In het seizoen 1959/60 werd hij met Ajax kampioen van de Eredivisie door in een beslissingswedstrijd met 5-1 af te rekenen met Feyenoord, wat op evenveel punten was geëindigd. Van Ham miste deze wedstrijd echter door een zware liesblessure. Doordat deze blessure moeilijk genas, kwam hij maar weinig meer in actie voor Ajax. In 1963 stopte hij bij Ajax, en keerde hij terug bij Zeeburgia, waar hij later ook nog als trainer actief was. Hij combineerde zijn voetbalcarrière met een baan bij de gemeente Amsterdam.

### Statistieken
| Seizoen                        | Club           | Competitie     | Competitie | Competitie | Beker | Beker | Internationaal | Internationaal | Overig | Overig | Totaal | Totaal |
| Seizoen                        | Club           | Competitie     | Wed.       | Dlp.       | Wed.  | Dlp.  | Wed.           | Dlp.           | Wed.   | Dlp.   | Wed.   | Dlp.   |
| ------------------------------ | -------------- | -------------- | ---------- | ---------- | ----- | ----- | -------------- | -------------- | ------ | ------ | ------ | ------ |
| 1957/58                        | AFC Ajax       | Eredivisie     | 34         | 4          | –     | –     | 4              | 0              | –      | –      | 38     | 4      |
| 1958/59                        | AFC Ajax       | Eredivisie     | 27         | 3          | 4     | 0     | –              | –              | –      | –      | 31     | 3      |
| 1959/60                        | AFC Ajax       | Eredivisie     | 28         | 0          | –     | –     | –              | –              | 1      | 0      | 29     | 0      |
| 1960/61                        | AFC Ajax       | Eredivisie     | 4          | 1          | 1     | 0     | 0              | 0              | –      | –      | 5      | 1      |
| 1961/62                        | AFC Ajax       | Eredivisie     | 2          | 0          | 0     | 0     | 0              | 0              | –      | –      | 2      | 0      |
| 1962/63                        | AFC Ajax       | Eredivisie     | 1          | 0          | 0     | 0     | 0              | 0              | –      | –      | 1      | 0      |
| Carrièretotaal                 | Carrièretotaal | Carrièretotaal | 96         | 8          | 5     | 0     | 4              | 0              | 1      | 0      | 106    | 8      |
| Bijgewerkt op 15 februari 2021 |                |                |            |            |       |       |                |                |        |        |        |        |